# 潘塒
潘塒，贵州安順普定人,廪生，明朝政治人物。
弘治十一年（1498年）戊午科舉人，官至廣西太平府知府。
安顺曾有潘塒所立“邦伯第坊”。
康熙、乾隆两朝的《贵州通志》将潘埘误载为普安人，民国《续修安顺府志》将潘埘误载为进士。